# Komisja Główna do Spraw Dziecka
Komisja Główna do Spraw Dziecka – jednostka organizacyjna Prezesa Rady Ministrów istniejąca w latach 1949–1951, powołana w celu wspierania i koordynowania  polityki socjalnej Państwa w dziedzinie opieki nad dzieckiem.

## Powołanie Komisji
Na podstawie uchwały Rady Ministrów z 1949 r. w sprawie powołania Komisji Głównej dla spraw dziecka ustanowiono Komisję.

## Cele powołania Komisji
Komisja powołana była do:
- koordynowania w ramach ogólnej polityki socjalnej Państwa działalności władz i instytucji państwowych i samorządowych oraz organizacji społecznej w dziedzinie opieki nad dzieckiem,
- zapewnienia racjonalnej gospodarki funduszami przeznaczonymi na cele opieki nad dzieckiem.

## Zakres działania Komisji
Do zakresu działania Komisji należało:
- ustalanie zasad programowych i organizacyjnych w sprawie opieki nad dzieckiem,
- opracowywanie i opiniowanie projektów i wniosków w dziedzinie opieki nad dzieckiem;
- ustalania wytycznych dla bezpośredniej działalności władz  i instytucji państwowych w dziedzinie opieki nad dzieckiem i gospodarki funduszami na ten cel przeznaczonymi, tudzież dla nadzoru państwowego nad władzami i instytucjami samorządowymi oraz organizacjami społecznymi w tej dziedzinie.

## Zniesienie Komisji
Na podstawie uchwały Rady Ministrów z 1951 r. w sprawie zniesienia Komisji Głównej dla Spraw Dziecka zlikwidowano Komisje.